# フェンリル (衛星)
フェンリルまたはフェンリール (Saturn XLI Fenrir) は、土星の第41衛星である。逆行軌道で土星を公転する不規則衛星で、北欧群に属する。
デビッド・C・ジューイット、スコット・S・シェパード、ブライアン・マースデン、ジャン・クレイナらの観測チームにより、2004年12月13日～2005年3月5日の間に行われた一連の観測によって発見された。最初に確認されたのは12月13日の観測である。観測にはすばる望遠鏡、W・M・ケック天文台、ジェミニ北望遠鏡の大型望遠鏡群が用いられた。2005年5月3日に小惑星センターのサーキュラーで他の11個の土星の新衛星の発見と合わせて報告され、S/2004 S 16 という仮符号が与えられた。
2007年4月5日に北欧神話に登場する魔の狼フェンリルに因んで命名され、Saturn XLI という確定番号が与えられた。
土星からの平均距離は約 22,454,000 kmで、推定直径が約 4 km の小さい天体である。フェンリルの見かけの等級は25であり、発見されている太陽系内の衛星の中では最も暗いものの一つである。土星を周回する軌道から見ても17等級よりは明るくならず、土星探査機カッシーニでも観測できない程に暗い。